# Maigret hat Skrupel
Maigret hat Skrupel (französisch: Les Scrupules de Maigret) ist ein Kriminalroman des belgischen Schriftstellers Georges Simenon. Er ist der 52. Roman einer Reihe von insgesamt 75 Romanen und 28 Erzählungen um den Kriminalkommissar Maigret. Entstanden vom 9. bis 16. Dezember 1957 in Echandens, wurde der Roman vom 23. Mai bis 17. Juni 1958 in 22 Folgen in der Tageszeitung Le Figaro vorabveröffentlicht, ehe die Buchausgabe noch im Juni des Jahres im Verlag Presses de la Cité erschien. Die erste deutsche Übersetzung von Hansjürgen Wille und Barbara Klau publizierte 1959 Kiepenheuer & Witsch. 1986 veröffentlichte der Diogenes Verlag eine Neuübersetzung von Ingrid Altrichter im Sammelband Weihnachten mit Maigret.
Es ist eine Geschichte, wie sie Kommissar Maigret schon oft gehört hat. Ein Mann verdächtigt seine Frau, ihn vergiften zu wollen. Die Frau wiederum hält ihren Mann für geistesgestört. Der Oberstaatsanwalt sieht keinen Grund, einzugreifen. Doch nachdem beide Ehepartner nacheinander bei ihm vorstellig geworden sind, fühlt der Kommissar die Verantwortung für ihr Wohlergehen auf sich lasten. Er setzt seine Inspektoren auf den Fall an, der noch keiner ist. Als sie ermitteln, dass das Ehepaar eine hohe Versicherung auf Gegenseitigkeit abgeschlossen hat, ist das nicht dazu angetan, Maigrets Skrupel zu zerstreuen.

## Inhalt

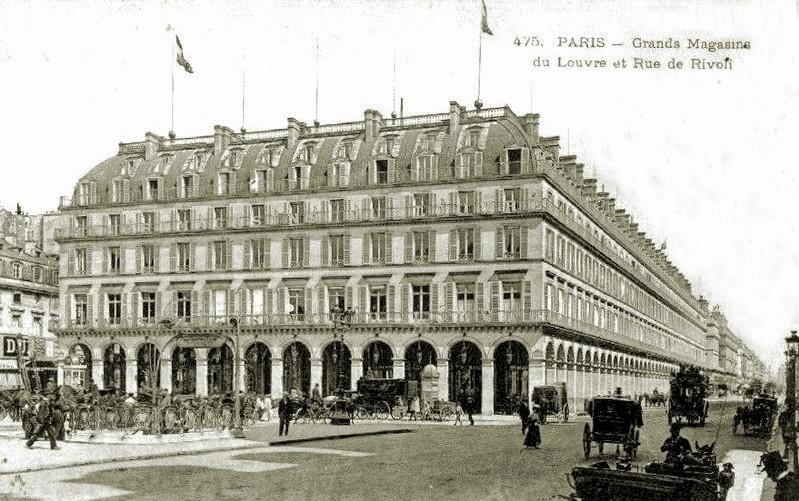
Das Grands Magasins du Louvre in Paris

Es ist der 10. Januar. Nach den Feiertagen herrscht am Quai des Orfèvres Flaute. Maigret ist schläfrig und nicht ganz bei der Sache, als ihn Xavier Marton aufsucht. Der Mann Anfang 40 ist Spielwarenverkäufer am Grands Magasins du Louvre, doch kein gewöhnlicher Verkäufer, sondern der ungekrönte König der Modelleisenbahnen. Er hegt den Verdacht, seine Frau plane ihn umzubringen, und legt dem Kommissar zum Beweis eine Flasche Zinkphosphid vor, die er gefunden habe. Doch als Maigret aus seinem Büro gerufen wird und wieder zurückkehrt, ist der Mann verschwunden. Dafür wird noch am gleichen Tag seine Frau Gisèle vorstellig, die dem Kommissar ihrerseits von der Neurasthenie ihres Mannes berichtet, der sich von ihr grundlos verfolgt fühle. Das entdeckte Rattengift sei schlicht für die Bekämpfung von Schädlingen vorgesehen.
Maigret hat nichts in der Hand, keine konkreten Anhaltspunkte oder Verdachtsmomente, doch er hat Skrupel, denn er befürchtet, dass etwas geschehen wird. So schickt er seine Inspektoren aus, das Paar aus der Avenue de Châtillon zu überwachen. In der Wohnung der Martons lebt auch Jenny, Gisèles verwitwete jüngere Schwester, eine Frau, deren sanfte, liebevolle Ausstrahlung in beiden jungen Inspektoren des Kommissars, Janvier und Lapointe, gleichermaßen den Beschützerinstinkt wachruft. Und auch Marton scheint eine innige Beziehung zu seiner Schwägerin zu haben, die er in der Mittagspause zum Essen ausführt. Gisèle hingegen, selbst früher Verkäuferin im Grands Magasins du Louvre, ist seit einigen Jahren Teilhaberin am Fachgeschäft für Damenunterwäsche Harris, mit dem sich ihr ehemaliger Kollege Maurice Schwob selbständig gemacht hat, nachdem er durch die Heirat mit einer älteren Schauspielerin zu Geld gekommen ist. Auch sie scheint mit ihrem Kompagnon nicht nur den Ehrgeiz und die Geschäftstüchtigkeit zu teilen.
Am nächsten Tag sucht Marton den Kommissar erneut auf, um ihm seine Lebensgeschichte zu erzählen. Als Waise von einer Bauernfamilie großgezogen, hat er sich im Kaufhaus geduldig nach oben gearbeitet, bis er die Position eines Abteilungsleiters bekleidete. Mit der Heirat erhoffte er sich jene Gemeinschaft, nach der er sich ein Leben lang sehnte. Doch dass Gisèle ihn niemals wirklich geliebt hat, begriff er erst, als Jenny in den Haushalt kam und zu ganz anderen Gefühlen fähig war als seine kalte und gefühllose Frau. Diese hatte nur der Ehrgeiz zur Heirat mit dem Vorgesetzten angestachelt, und nachdem ihr der Ehemann keinen weiteren gesellschaftlichen Aufstieg mehr bieten konnte, trieb sie derselbe Ehrgeiz in die Arme Maurice Schwobs. Marton bekräftigt seinen Verdacht, Gisèle plane ihn zu vergiften, um eine hohe Versicherungssumme zu kassieren. Und er verrät dem Kommissar seine Gegenmaßnahme: Er habe sich einen Revolver angeschafft, mit dem er, sobald er die geringsten Anzeichen einer Vergiftung spüre, noch vor seinem Tod an seiner Frau Rache üben werde.
Der alarmierte Kommissar postiert die Inspektoren Lucas und Lapointe in der Avenue de Châtillon, ohne dass diese verhindern können, dass Marton am Morgen tatsächlich vergiftet aufgefunden wird. Sein Ableben löst ganz unterschiedliche Reaktionen bei den beiden Frauen in seinem Haushalt aus: Gisèle bleibt kalt und ungerührt, die aufgelöste Jenny steht unter Schock. Wie sich herausstellt, wollte Marton das Wissen des Kommissars zu einem Anschlag auf seine Frau nützen. Er schüttete sich beim abendlichen Tee eine kleine Menge Gift in die eigene Tasse, um einen Vorwand zu haben, in der Nacht Gisèle zu erschießen. Doch dann kamen ihm beide Frauen in die Quere: Jenny, die mit ihrem Schwager unter der Gefühllosigkeit seiner Frau litt, schüttete dieser eine tödliche Menge Zinkphosphid in die Tasse. Und Gisèle, die sich ihrerseits längst Vorsichtsmaßnahmen gegenüber ihrem psychisch labilen Mann angewöhnt hatte, tauschte gewohnheitsmäßig die Tassen aus. So war sie es, die des Nachts durch die für Marton bestimmte geringe Menge Phosphids lediglich ein Unwohlsein verspürte und sich erbrach, doch Xavier, der die tödliche Dosis zu sich nahm, vor den Augen seiner Frau verendete und nicht mehr dazu kam, den bereitgelegten Revolver einzusetzen. Als Maigret die ungerührte Gisèle laufen lassen muss und die verzweifelte Jenny wegen des Mordes an ihrem Geliebten festnimmt, wünscht er sich, die Rollen der beiden Frauen wären vertauscht gewesen.

## Interpretation
Gavin Lambert sieht in Maigret hat Skrupel den Vorläufer eines kurze Zeit später entstandenen Non-Maigret Romans aus der Feder Simenons: Sonntag. Beide seien geprägt durch die Duplizität der Ereignisse in puncto Sexualität und das Klima des häuslichen Hasses, wobei der zweite Roman diese Versatzstücke noch stärker konzentriere. Wie in diesem Fall diente Simenon oft ein Maigret-Roman als erster Entwurf für die spätere Bearbeitung desselben Stoffes in einem Non-Maigret-Roman. Für Murielle Wenger steht Maigret hat Skrupel am Beginn einer Serie von Maigret-Romanen, die kaum noch an klassische Kriminalromane erinnern, sondern sich eher um generelle Fragen nach Gerechtigkeit und Verantwortung drehen, wobei Simenon den Kommissar zum Sprachrohr seiner eigenen Ansichten mache. In diese Reihe gehören etwa Maigret vor dem Schwurgericht, Maigret und der Messerstecher oder Maigret zögert.
Mit letzterem verbindet Maigret hat Skrupel auch, dass die Ermittlungen dem eigentlichen Verbrechen vorangehen. So beschreibt Maigret selbst an einer Stelle des Romans: „Es ist fast wie eine Ermittlung in umgekehrter Richtung. Für gewöhnlich geschieht ein Verbrechen, und erst wenn es begangen wurde, müssen wir nach den Motiven forschen. Diesmal haben wir Motive, aber noch kein Verbrechen.“ Dabei merkt Wenger an, dass Maigret sich im Laufe der Serie verändert habe: Obwohl er dem Alter nach stets der 45-jährige Kommissar der ersten Romane bleibe, altere er doch mit seinem Autor, und es treten mehr und mehr Zweifel an seinem Beruf sowie Gedanken an den nahenden Ruhestand in den Mittelpunkt der Handlung. So ist es für Tilman Spreckelsen auch „ein Hauch von Vergänglichkeit, der den Roman durchzieht“, angefangen vom gusseisernen Ofen in seinem Büro, von dem sich der Kommissar verabschieden muss, bis zu ersten Anzeichen des Alters beim Ehepaar Maigret, der heimlichen Diät Madame Maigrets und dem schwerer werdenden Gang ihres Mannes.
Ein zentrales Thema des Romans ist Maigrets Auseinandersetzung mit der Psychologie. Um die Frage zu klären, ob der Modelleisenbahnliebhaber, der bei ihm vorstellig wird, unter psychischen Störungen leidet, zieht Maigret ein Fachbuch über Neurosen, Psychosen und Paranoia zu Rate, doch mit der Realität seines Falles konfrontiert, muss er feststellen: „Die Lehrbücher über Psychologie, Psychoanalyse oder Psychiatrie helfen ihm da überhaupt nicht weiter.“ Maigrets Aufbegehren gegen die Fachliteratur äußert sich im Wegwerfen des Buches und der Zuwendung zu einem Schlehenschnaps: „Es war wie ein Protest des gesunden Menschenverstandes gegen all dieses gelehrte Geschwafel, wie der Versuch, mit beiden Beinen wieder fest auf dem Boden zu stehen.“ Zwar wird in den Romanen immer wieder auf Maigrets medizinischen Hintergrund und seinen Wunsch, Arzt zu werden, angespielt, doch laut Josef Quack sei es Maigret dabei niemals um die theoretische Grundlage der Medizin zu tun gewesen, sondern um die praktische Ausübung eines Berufs, den er eher als eine Kunst oder eine Berufung, denn eine Wissenschaft verstand.
Auch Dominique Meyer-Bolzinger betont, dass Maigrets Methode, an einen Fall heranzugehen, nicht auf theoretischen Grundlagen basiere, sondern den Kontakt zur Realität benötige, die Konfrontation mit einem Menschen von Angesicht zu Angesicht. Der Unterschied zwischen den Denkarten zeigt sich bereits in der Sprache, in der im Roman ganze Passagen aus dem Fachbuch zitiert werden: Während deren Diskurs systematisch, aber weitschweifig und schwer zu verstehen, geschweige denn zu erklären sei, drücke sich Maigret unorganisiert, einfach und lakonisch bis zur Ellipse aus. Anders als seine Romanfigur hegte Simenon selbst starkes Interesse für die Gebiete der Psychologie und Psychiatrie. So ließ er sich etwa im Jahr 1961 im Auftrag der Zeitschrift Médicine et Hygiène von fünf Psychiatern sieben Stunden lang „verhören“ und veröffentlichte das analytische Interview später unter dem Titel Simenon sur le gril (deutsch: Simenon auf der Couch).

## Rezeption
Der Simenon-Biograf Stanley. G. Eskin ordnete Maigret hat Skrupel unter „eine Handvoll erstklassiger Romane“ aus der dritten Periode der Maigret-Serie ein. Dagegen befürchtete The Illustrated London News, „der große Simenon“ trockne aus „wie gewisse Flüsse im Sommer“. Sie fand den Roman „eindeutig müde in seiner Abhandlung“ und schloss mit dem Urteil: „Guter Stoff, zweifellos, aber es fehlt etwas vom alten Feuer.“
Die Zeitschrift Punch beschrieb: „Gewöhnlicher Plot, der von Details und Figuren mit zwingender Überzeugungskraft verdeckt wird.“ Auch Tilman Spreckelsen freute sich über „äußerst suggestive Gestalten […], die man zu verstehen glaubt, bis dann doch die Abgründe aufscheinen.“ Sein Fazit lautete: „Tolle Gestalten, allesamt. Wohnten sie im Nachbarhaus, man würde sich ein bisschen fürchten.“
Die Romanvorlage wurde insgesamt viermal verfilmt: im Rahmen der Fernsehserien Maigret mit Rupert Davies (1960), Les Enquêtes du commissaire Maigret mit Jean Richard (1976), Kinya Aikawa (1978) und Maigret mit Bruno Cremer (2003). Im Jahr 1959 produzierte der Südwestfunk ein Hörspiel unter dem Titel Maigret und seine Skrupel. Regie führte Gert Westphal, den Maigret sprach Leonard Steckel. Zwei Jahre später folgte eine gleichnamige Produktion des Bayerischen Rundfunks mit Paul Dahlke und Traute Rose unter der Regie von Heinz-Günter Stamm. Les Scrupules de Maigret wurde auch als Theaterstück adaptiert. Die deutsche Bearbeitung unter dem Titel Maigret hat Zweifel stammte von Charles Regnier und wurde in der Eröffnungssaison 1960/1961 des Theater am Hechtplatz in Zürich uraufgeführt. Eine Inszenierung am Düsseldorfer Schauspielhaus hatte am 14. Mai 1960 Premiere.

## Ausgaben
- Georges Simenon: Les Scrupules de Maigret. Presses de la Cité, Paris 1958 (Erstausgabe).
- Georges Simenon: Maigret hat Skrupel. Übersetzung: Hansjürgen Wille, Barbara Klau. Kiepenheuer & Witsch, Köln 1959.
- Georges Simenon: Maigret hat Skrupel. Übersetzung: Hansjürgen Wille, Barbara Klau. Heyne, München 1966.
- Georges Simenon: Maigret hat Skrupel. In: Weihnachten mit Maigret. Übersetzung: Ingrid Altrichter. Diogenes, Zürich 1986, ISBN 3-257-01729-4.
- Georges Simenon: Maigret hat Skrupel. Sämtliche Maigret-Romane in 75 Bänden, Band 52. Übersetzung: Ingrid Altrichter. Diogenes, Zürich 2009, ISBN 978-3-257-23852-5.